# Balera pusilla
Balera pusilla är en insektsart som beskrevs av Young 1957. Balera pusilla ingår i släktet Balera och familjen dvärgstritar.
Artens utbredningsområde är Panama. Inga underarter finns listade i Catalogue of Life.